# David Thomas Ansted
David Thomas Ansted (Londres, 5 de fevereiro de 1814 — Melton, Suffolk, 13 de maio de 1880) foi um geólogo e autor inglês.

## Juventude, educação
Ansted nasceu em Londres em 5 de fevereiro de 1814. Foi educado no Jesus College, Cambridge, e depois de tomar o seu grau de Masters of Arts em 1839, foi eleito para uma bolsa do colégio.
Inspirado nos ensinamentos de Adam Sedgwick, sua atenção foi dada à geologia, e era um respeitado geólogo já aos 30 anos de idade. Em 1840 foi eleito professor de geologia no King's College de Londres, um cargo que ocupou até 1853. A partir de 1845, Ansted foi também professor na academia militar britânica em Addiscombe, administrada pela Companhia Britânica das Índias Orientais, e professor de geologia no Colégio de Engenheiros Civis em Putney.
Ansted se tornou membro da Royal Society em 1844, e desde essa data até 1847, foi vice-secretário da Sociedade Geológica. O lado prático da geologia agora passou a ocupar a sua atenção e ele visitou várias partes da Europa como geólogo consultor e engenheiro de minas.

## Livros, levantamento de campos carboníferos no leste dos Estados Unidos
"O Manual dos Procuradores de Ouro" (1849) do Dr. Ansted procurou aumentar as perspectivas de emigrantes para a corrida do ouro na Califórnia. Seus outros trabalhos publicados são: Geologia introdutória, descritiva, e prática (1844), O Compêndio do Geólogo (1845), Resumos de palestras sobre mineralogia, geologia, e geologia prática... (1848), Um curso elementar de geologia, mineralogia e geografia física (1850), O Grande Livro de Pedra da Natureza (1853), As aplicações da geologia às artes e manufaturas... (1865).
Em 1853, sua reputação era tamanha que foi contratado por investidores potenciais para pesquisar jazidas de carvão promissoras ao longo do rio Novo no sul da Virgínia nos Estados Unidos, e foi um dos primeiros geólogos a identificar os ricos veios de carvão betuminoso existentes lá. Seu trabalho preparou o palco para o grande aumento de negócios de mineração na área, onde ele investiu em terras ao longo da Midland Trail no Condado de Fayette, no que se tornou o novo estado de Virgínia Ocidental em 1863, durante a Guerra Civil Americana (1861-1865).
Um protegido do Dr. Ansted, William Nelson Page (1854-1932), se tornou um líder industrial e desenvolvedor de fornalhas de ferro, minas de carvão e ferrovias na área, liderança e gestão de empresas, tais como a Victoria Furnace em Goshen, Virgínia e a Gauley Mountain Coal Company para os investidores ausentes, muitos dos quais eram baseados no exterior no Reino Unido.

## Charles Darwin
Dr. Ansted trocou correspondências com Charles Darwin por volta de 1860. Em 1868, Dr. Ansted se tornou um examinador em Geografia Física do Departamento de Ciência e Arte do King's College.
Ansted morreu em Melton, perto de Woodbridge em Suffolk, Inglaterra em 13 de maio de 1880.

## Legado
A cidade de Ansted no Condado de Fayette recebeu este nome em sua homenagem em 1873.

## Publicações
- Gold-Seekers Manual (1849)
- Geology, Introductory, Descriptive, & Practical (1844)
- The Geologist's Text-Book (1845)
- Syllabus of Lectures on Mineralogy (1848)
- Geology, and Practical Geology (1848)
- An Elementary Course of Geology, Mineralogy, and Physical Geography (1850)
- The Great Stone Book of Nature (1853)
- The Applications of Geology to the Arts and Manufactures (1865)
- The Channel Islands (1862) - com Robert Gordon Latham[4][5][6]